# Ennada carnea
Ennada carnea är en fjärilsart som beskrevs av Butler 1882. Ennada carnea ingår i släktet Ennada och familjen mätare. Inga underarter finns listade i Catalogue of Life.